# MGS-0039
MGS-0039 é um fármaco usado em pesquisas neurocientíficas que atua como um antagonista potente e seletivo do grupo II dos receptores metabotrópicos de glutamato (mGluR2/3). Em estudos com animais, produziu efeitos antidepressivos e ansiolíticos, e estimulou a liberação de dopamina e serotonina em regiões específicas do cérebro. As pesquisas sugerem que isso pode ocorrer por meio de um mecanismo semelhante ao da cetamina, droga glutamatérgica semelhante.